# باريجيو
باديرجيو هي بلدة تقع في لومبارديا في مقاطعة ميلان في إيطاليا، وبلغ عدد سكانها 16264 نسمة حسب إحصائيات عام 2004.

## وصلات خارجية
- www.comune.bareggio.mi.it/